# توجيه أسري

## طرق وتقنيات التوجيه الأسري للطفل
■ تشجيع الطفل على الفرح: هذا الفرح لا يكون من خلال تعليم الطفل الفرح وكيف يفرح، ولكن من خلال تشجيعه على إطلاق العنان للاندفاع الطبيعي من وقت لآخر.
■ الصحة الجيدة: يجب توفير البيئة التي تساعد على اكتساب الطفل للصحة الجيدة، عند اختيار الغذاء المناسب وتشجيع الطفل على الحركة؛ لأن ذلك يساعده على بناء صحة جيدة.
■ يجب التحدث مع بصدق وإخلاص، يتعلم الطفل طريقة التحدث مع الغيرعندما يشاهد أمه كيف تتحدث مع الغير.
■ تعليم الطفل كيفية المواجهة وأساليب هذه المواجهة: يجب تعليم الطفل أساليب المواجهة الإيجابية وذلك عند مواجهة الغضب والنزاعات والإحباط، عندما يرى الطفل الأم كيف تواجه مثل هذه المواقف فهو يتعلم منها أيضا، فلذلك يجب على الأم المواجهة بطرق صحيحة وإيجابية. (1)
•	هناك العديد من الطرق والأساليب التي تجعل الطفل فعالا ونشيطا هي الألعاب التربوية.
● اللعب يساهم في تنمية الجانب المعرفي عند الطفل، وعند ممارسة الطفل اللعب يستخدم قدراته على التحليل والتركيب والابتكار وذلك كي يلعبها بنجاح.
● يجب على الآباء اختيار الألعاب التي تفيد الطفل وتؤدي إلى تنمية قدرته الفكرية، وكيفية استغلال هذه الألعاب لتحقيق غاية بناء شخصية الفرد «الطفل» اجتماعيا وعقليا وانفعاليا.
● باللعب يكتشف الطفل العالم والبيئة المحيطة به، ويكتسب الكثير من المعلومات والحقائق.
● من خلال اللعب يمكن للطفل أن يعبر عن شعوره ويطور قدراته.
● من خلال اللعب يستطيع الطفل أن يتواصل مع الكبار. (2)
•	التفاعل الإيجابي للطفل في الأسرة:
هو عبارة عن تشجيع الأطفال من خلال عدة وسائل مثل التعلم، التأمل، وتحقيق الضبط الذاتي.
☆ يؤدي التفاعل بين الآباء والأبناء إلى توفير الخبرات التي تدعم الطفل وتعطيه فرص للمشاركة التي تقوي شخصيته وتدعم قدراته.
☆☆ الآثار التي تتولد من التفاعل الإيجابي:
１- يؤثر هذا التفاعل على نمو مهارات الطفل الفكرية والعاطفية والاجتماعية.
２- يشجع على تقوية العلاقات بين الطفل وغيره.
３- يساعد الأطفال على تنمية تقديرهم لانهم.
☆ عندما تتشارك الأم أو الأب مع طفلهما في أخذ بعض القرارات وأخذ رأيه بالرغم من صغر سنه فإنه يولد لدى الطفل شعور التحكم في بيئة تساعد على سياسة الاخد والعطاء بين أفرادها.
☆ يجب على الآباء ان يبحثوا على نقاط القوة لدى أبنائهم والتركيز على مواطن هذه القوة من أجل تحفيز الطفل على التعلم والعمل.
☆ يجب على الأهل تهيئة بيئة منزلية تسمح للطفل بالحركة بطريقة سهلة، وحصول الطفل على ألعاب تساعده في تنمية قدراته العقلية وقدرته على التكيف الاجتماعي ومع المجتمع.
☆ من المرجح أن يمنح الآباء لأطفالهم الحق في الاختيار وعليهم تطوير الاختيار بطرق صحيحة وإيجابية؛ لأن ذلك يؤدي الي زيادة ثقتهم بنفسهم.
☆ عند إتخاذ الطفل سلوك غير مقبول، يجب ابعاده عنه وتوجيهه الي غيره الذي يكون صحيح. (3)
•	
o	طريقة البحث عن بدائل: لكل مشكلة يوجد حل، ولكن يجب أن نبحث عن حلول تناسب المشكلة؛ لأنه ليست كل الحلول الكامنة توصلنا لهذا الحل.
o	بعض الطرق التي تكون من أهم مبادئ التربية التي تجعل الفرد قادرا على استمرار تعليم نفسه بنفسه واقتناء خبرات جديدة.
o	المساعدة على تقبل الأوضاع الجديدة.
o	التوجيه الاجتماعي: أن يجتمع عدة أسر ويتم من خلالها طرح المشاكل وعلاجها، وعرض مشاكل ومناقشتها من قبل الجميع.
o	تحقيق الشخصية واستقرارها: المساعدة على تحقيق الثقة بالنفس والمساعدة على التخلص من الحساسيات والعقد.
o	الإحساس بمواقف ومشاعر الآخرين وفهمها وتقديرها، وهنا يكمن الفهم الواعي لموقف الشخص الأكبر وتقدير أثر ذلك على المشاعر والتصرفات.